# Миранда, Родерик
Родерик Миранда (порт. Roderick Jefferson Gonçalves Miranda; род. 30 марта 1991, Одивелаш, Португалия) — португальский футболист бразильского происхождения, защитник клуба «Мельбурн Сити».

## Клубная карьера
Родерик — воспитанник лиссабонской «Бенфики» в которую Миранда был принят в возрасте 9 лет, перейдя из футбольной школы клуба «Одивелаш». 7 ноября 2010 года в матче против «Порту» он дебютировал в Сангриш лиге. В сезоне 2011/12 года «Бенфика» отдала Миранду в аренду в швейцарский «Серветт», тренером которой был бывший футболист «орлов» Жоао Алвеш. 10 сентября в матче против «Базеля» он дебютировал в швейцарской Суперлиге. Летом 2012 года «Бенфика» вновь отправила защитника в аренду, его новым клубом стал испанский «Депортиво». 1 ноября 2012 года в матче Кубка Испании против «Мальорки» Родерик дебютировал за новую команду. 25 ноября в поединке против «Атлетика» Миранда дебютировал в Ла Лиге.
Летом 2013 года Родерик перешёл в «Риу Аве». 18 августа в матче против «Белененсиша» он дебютировал за новую команду. 18 марта 2016 года в поединке против «Маритиму» Миранда забил свой первый гол за «Риу Аве».
Летом 2017 года Родерик перешёл в английский «Вулверхэмптон», подписав контракт на четыре года. 5 августа в матче против «Мидлсбро» он дебютировал в Чемпионшипе.

## Международная карьера
В 2010 году в составе юношеской сборной Португалии Миранда принял участие в юношеском чемпионате Европы во Франции. На турнире он сыграл в матчах против команд Италии, Испании и Хорватии.
В 2011 году Миранда в составе молодёжной сборной Португалии занял второе место на молодёжном чемпионате мира в Колумбии. На турнире он сыграл в матчах против молодёжной сборной Камеруна, Уругвая, Новой Зеландии, Гватемалы, Аргентины, Франции и Бразилии.

## Достижения
Командные
 «Бенфика»
- Обладатель Кубка лиги — 2009/10
- Обладатель Кубка лиги — 2010/11

Международные
 Португалия (до 20)
- Чемпионат мира по футболу среди молодёжных команд — 2011